# 素人勝ちぬき大相撲
『素人勝ちぬき大相撲』（しろうとかちぬきおおずもう）は、1975年7月17日から同年9月25日まで東京12チャンネル（現・テレビ東京）で放送されていたスポーツ番組である。放送時間は毎週木曜 19:00 - 19:25 （日本標準時）。

## 概要
その名の通り、一般参加者たちによる相撲の取組を放送していた視聴者参加型番組で、土俵入りや弓取式も参加者たち自身が行っていた。司会は福富太郎が務めていた。子供同士による取組を放送することが多かったが、女性同士による女相撲や家族対抗大相撲などを行うこともあった。